# Lijst van beelden in Sliedrecht
Dit is een (onvolledige) chronologische lijst van beelden in Sliedrecht. Onder een beeld wordt hier verstaan elk driedimensionaal kunstwerk in de openbare ruimte van de Nederlandse gemeente Sliedrecht, waarbij beeld wordt gebruikt als verzamelbegrip voor sculpturen, standbeelden, installaties, gedenktekens en overige beeldhouwwerken.
Voor een volledig overzicht van de beschikbare afbeeldingen zie de categorie Beelden in Sliedrecht op Wikimedia Commons.
| Geplaatst | Omschrijving                                                  | Kunstenaar        | Straat                                                      | Plaats     | Materiaal   | Afbeelding |
| --------- | ------------------------------------------------------------- | ----------------- | ----------------------------------------------------------- | ---------- | ----------- | ---------- |
| 1931      | Aardbol (hoeksteen) en ca 7 religieuze symbolen (gevelstenen) | onbekend          | Middeldiepstraat 6 (Gereformeerde Kerk)                     | Sliedrecht |             |            |
| 1954      | Beweging van het water                                        | Pieter Starreveld | dr. Langeveldplein                                          | Sliedrecht |             |            |
| 1965      | Crossline monument (oorlogmonument)                           | Hans Bayens       | Albrechtplein                                               | Sliedrecht |             |            |
| 1965      | Lijster (gevelornament)                                       | onbekend          | Rembrandtlaan 310-468 (Lijsterhof)                          | Sliedrecht |             |            |
| 1965      | Merel (gevelornament)                                         | onbekend          | Rembrandtlaan 470-628 (Merelnest)                           | Sliedrecht |             |            |
| 1965?     | Tuinfluiter (gevelornament)                                   | onbekend          | Tuinfluiterstraat (zijde Kievitlaan)                        | Sliedrecht |             |            |
| 1969      | Mozaïek Ark van Noach (gevelornament)                         | Frank Nix         | Prof. van der Waalslaan 2 (Prins Willem Alexander school)   | Sliedrecht |             |            |
| 1976      | Saxofonist                                                    | Jits Bakker       | Kerkbuurt 156                                               | Sliedrecht |             |            |
| 1979      | Baggeraar                                                     | Kees Veth         | Merwedeplein/ Kerkbuurt                                     | Sliedrecht |             |            |
| 1979      | Granieten zuil                                                | Mikami Hiroshi    | Rivierdijk 436                                              | Sliedrecht |             |            |
| ca 1980   | Broche                                                        | Frank Nix         | Thorbeckelaan                                               | Sliedrecht |             |            |
| 1984      | Jan Boer                                                      | Herman Norga      | Havenstraat / Van den Houte Willemsplein,                   | Sliedrecht |             |            |
| 1984      | Zittend meisje, knielende vrouw                               | Kitty Klokke      | Kerkbuurt 200                                               | Sliedrecht |             |            |
| 1989      | Kievit (gevelornament)                                        | Frank Nix         | Reigerlaan 2-64 (zijde Kievitlaan)                          | Sliedrecht |             |            |
| 1990      | Bouwvakker of De Poverpotman                                  | Jaap Hartman      | Rembrandtlaan / Ruysdaelstraat                              | Sliedrecht |             |            |
| 1993      | Rode Ibissen (gevelornament)                                  | Frank Nix         | Reigerlaan (zijde Lijsterweg) (Aanleunwoningencomplex Ibis) | Sliedrecht |             |            |
| 1993      | Reiger (gevelornament)                                        | onbekend          | Reigerlaan 17-175                                           | Sliedrecht |             |            |
| 1995      | 4 en 5 mei monument                                           | Frank Nix         | Bonkelaarplein                                              | Sliedrecht |             |            |
| 1995      | Indie monument (oorlogmonument)                               |                   | Stationsweg                                                 | Sliedrecht |             |            |
| 2002      | G/H/L                                                         | Kees Verschuren   | Sportlaan / Trapezium. Cirkel (rotonde)                     | Sliedrecht |             |            |
| 2002      | Geborgenheid                                                  | Van Hoof          | Lijsterweg                                                  | Sliedrecht |             |            |
| 2004      | Nachtegaal (gevelornament)                                    | onbekend          | Thorbeckelaan 271-429 (Nachtegaal)                          | Sliedrecht |             |            |
| 2005      | Lelie                                                         | Jeroen Stok       | Kerkbuurt                                                   | Sliedrecht |             |            |
| 2006      | Groot nieuws                                                  | Jerome Symons     | Kerkbuurt / Stationsweg                                     | Sliedrecht |             |            |
| voor 2008 | Baggermolen in putdeksel                                      | Ad de Jong        | In de gehele gemeente                                       | Sliedrecht | gietijzer   |            |
| onbekend  | Buitenaf                                                      | Bert Gort         | van Goghstraat (achterzijde Sliedrechts Museum)             | Sliedrecht | cortenstaal |            |
|           | Divina commedia                                               | Doorlie Gerdes    | Thorbeckelaan/ Hopper                                       | Sliedrecht |             |            |
|           | De nieuwe doorgang                                            | Henk van Bennekum | A. Volkersingel                                             | Sliedrecht |             |            |
|           | Speelplastiek                                                 | Henk van Bennekum | Elzenhof 124, school                                        | Sliedrecht |             |            |
|           | Spelende kinderen                                             | Harry Boley       | De Wiel/ Rivierdijk                                         | Sliedrecht |             |            |
|           | Spelschip                                                     | Frank Nix         | Merwebolder                                                 | Sliedrecht |             |            |
|           | Twee figuren                                                  | onbekend          | Rembrandtlaan / Prof. Kamerlingh Onneslaan                  | Sliedrecht |             |            |
|           | Monument van het Rode Kruis                                   |                   | Stationsweg                                                 | Sliedrecht |             |            |
|           | Baggermolen in putdeksel                                      | A. de Jong        | Buitenuitbreiding                                           | Sliedrecht |             |            |
|           | De poverpot                                                   | Jaap Hartman      | Rembrandtlaan                                               | Sliedrecht |             |            |
|           | Stratenmaker                                                  | onbekend          | Kerkbuurt 2-10                                              | Sliedrecht |             |            |
|           | Haasje over of de Bokspringers                                | Jits Bakker       | Deltalaan 204                                               | Sliedrecht |             |            |
|           | Handbalster                                                   | Jits Bakker       | Sportlaan 1 (Bronbad)                                       | Sliedrecht |             |            |
|           | Versteend gereedschap                                         | Kees Buckens      | Grienden                                                    | Sliedrecht |             |            |
|           | Henri Dunantschool                                            | Ton Slits         | Kerkstraat 15, school                                       | Sliedrecht |             |            |
|           | Blauw reliëf (gevelornament0                                  | onbekend          | Molendijk (Nationaal Baggermuseum)                          | Sliedrecht |             |            |